# Pikaliiva

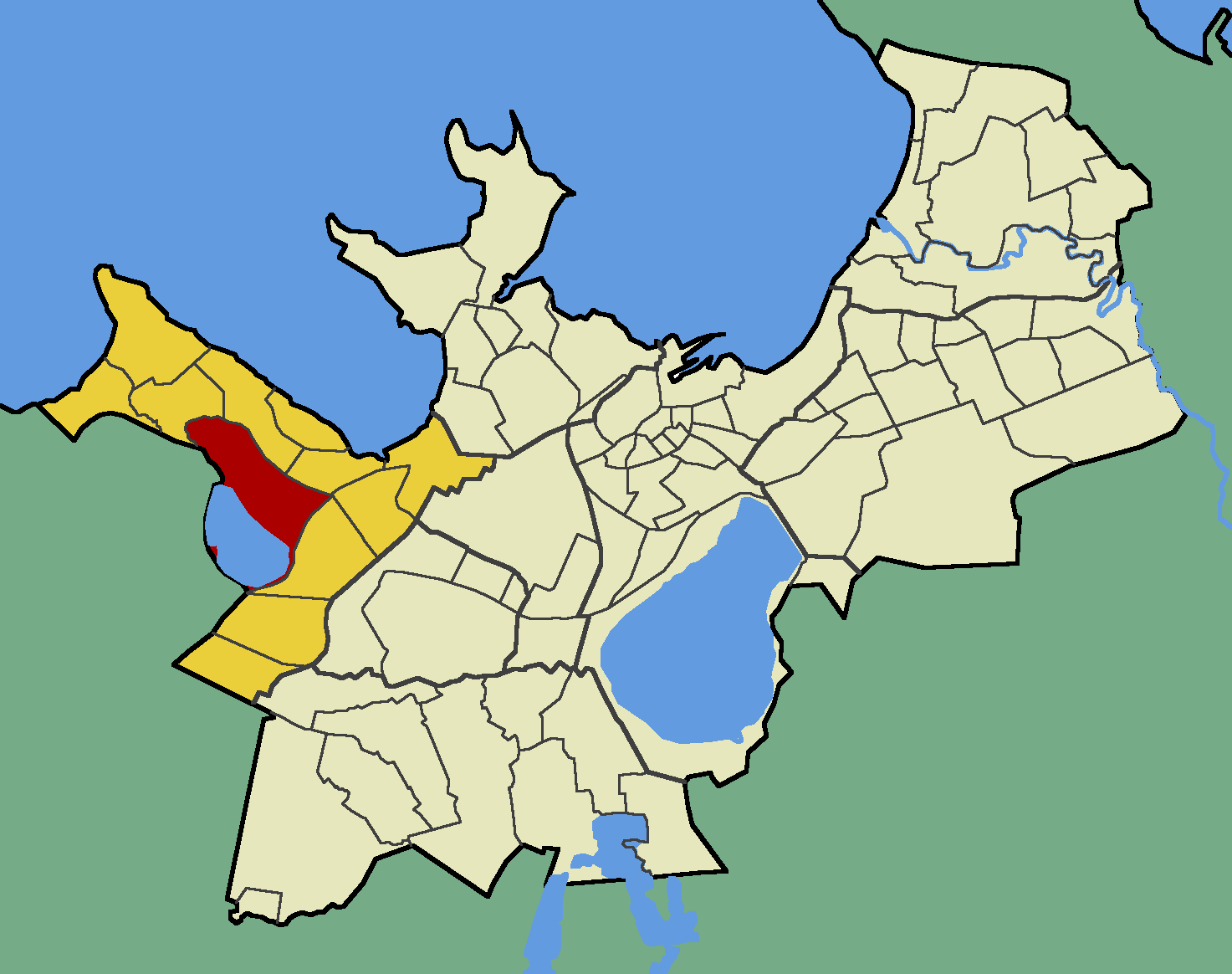
Der Bezirk Pikaliiva (rot) im Tallinner Stadtteil Haabersti (gelb)

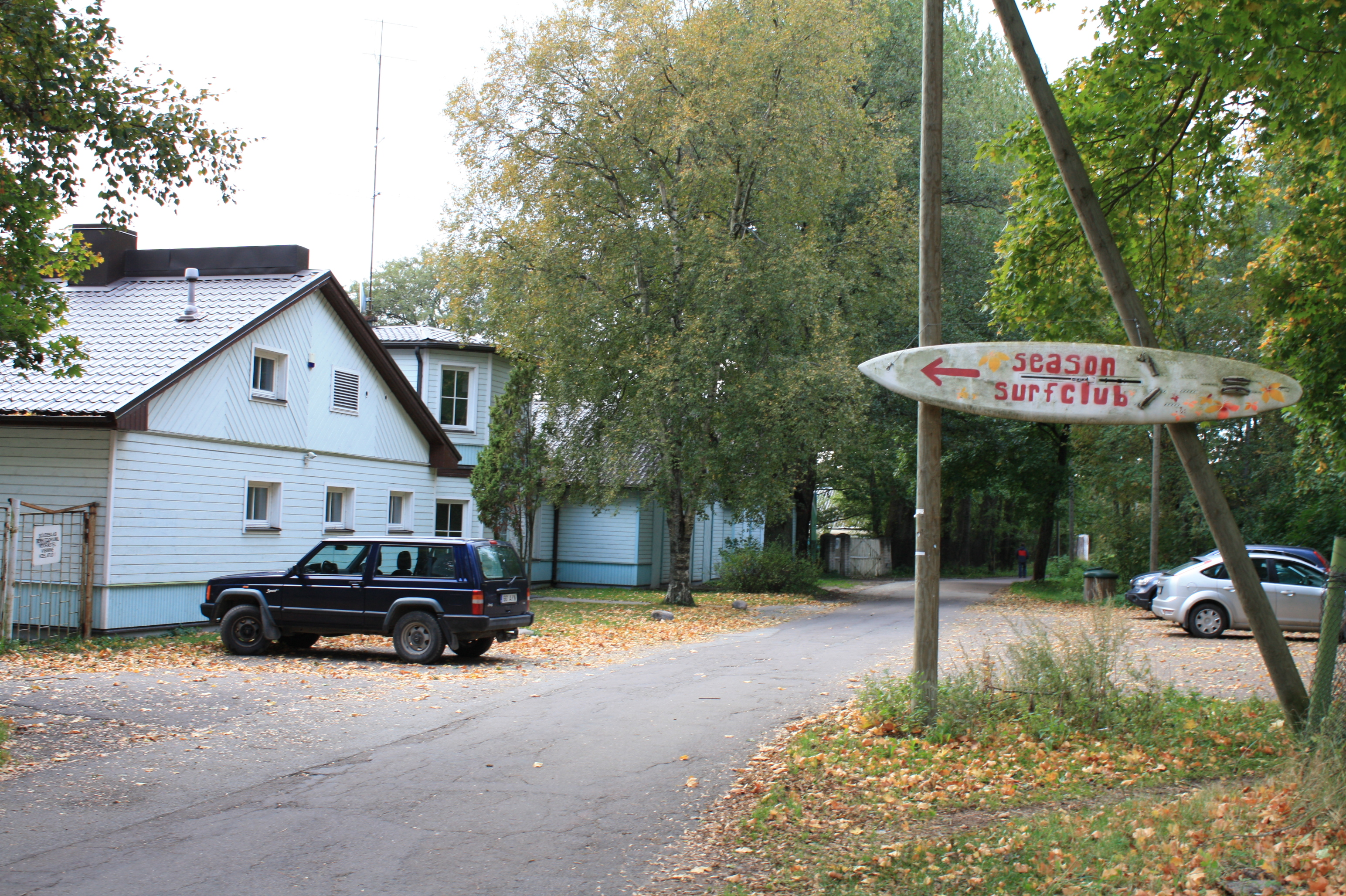
Surfclub in Pikaliiva

Pikaliiva (zu Deutsch „Langer Sand“) ist ein Bezirk (estnisch asum) der estnischen Hauptstadt Tallinn. Er liegt im Stadtteil Haabersti.

## Beschreibung
Der Stadtbezirk hat 1.679 Einwohner (Stand 1. Mai 2010).
Im Süden grenzt Pikaliiva an den 1,6 Quadratkilometer großen Harku-See (Harku järv). Er ist vor allem für Wassersportler und Angler ein beliebtes Ausflugsziel.